# Wera Petrowna Petrowa
Wera Petrowna Petrowa (russisch Вера Петровна Петрова; * 9. August 1927 in Tula, RSFSR; † 16. Dezember 2001 in Moskau) war eine sowjetische Schauspielerin und Synchronsprecherin.

## Leben
Petrowa wurde in Tula geboren, lebte aber bereits seit 1928 in Moskau. Nach dem Abschluss der Mittelschule im Jahr 1946 besuchte sie die Schauspielfakultät des Gerassimow-Instituts für Kinematographie, wo damals Sergei Jutkewitsch und Michail Romm lehrten. Nach ihrem Examen arbeitete sie bis 1955 für das Institut und begann dann ihre Schauspieltätigkeit am Moskauer Staatstheater der Kinodarsteller, die 4 Jahre andauerte.
Über ihre Theatertätigkeit war Petrowa zunächst mit dem Mosfilm-Studio verbunden, wechselte aber 1959 zum Gorki-Studio, wo sie bis zum Januar 1989 aktiv war. Die blonde Darstellerin gab ihr Filmdebüt 1954 als Praktikantin in einer ungelisteten Rolle in Верные друзья (Wernye drusja). Ähnliche Charaktere verkörperte sie als Studentin in ihrem zweiten Film Об этом забывать нельзя (Ob etom sabywat nelsja, 1954), als Ökonomin in Дорога правды (Doroga prawdy, 1956) und Geschichtslehrerin in Das haben wir noch nicht durchgenommen (1975). In Alexander Rous Märchenfilmen Abenteuer im Zauberwald und Feuer, Wasser und Posaunen spielte sie kleine Nebenrollen, in Die schöne Warwara war sie als Zarin zu sehen. Über ihr Wirken vor der Kamera hinaus war Petrowa auch als Synchronsprecherin an einigen russischsprachigen Fassungen internationaler Filme beteiligt, z. B. lieh sie Nicole Berger in Julietta ihre Stimme. Petrowas Filmografie umfasst 54 Werke, zuletzt Двое и одна (Dwoje i odna, 1988). Sie spielte ausschließlich Nebenrollen.
Petrowa war seit 1954 mit dem preisgekrönten Schauspieler Juri Dmitrijewitsch Saranzew (1928–2005) verheiratet, ihre 1962 geborene Tochter Jelena ist Musikerin.

## Filmografie (Auswahl)

### Darstellerin
- 1964: Abenteuer im Zauberwald (Morosko)
- 1968: Der Irrtum des Gesandten (Oschibka residenta)
- 1968: Feuer, Wasser und Posaunen (Ogon, woda i… mednyje truby)
- 1970: Die schöne Warwara (Warwara-krassa, dlinnaja kossa)
- 1975: Das haben wir noch nicht durchgenommen (Eto my ne prochodili…)
- 1983: Der verheiratete Junggeselle (Schenaty cholostjak)

### Synchronsprecherin
- 1950: Alles über Eva (All About Eve) – für Barbara Bates
- 1953: Julietta – für Nicole Berger
- 1957: Die Frau im Morgenrock (Woman In A Dressing Gown) – für Carole Lesley
- 1957: Zvejnieka dēls – für Valda Freimute
- 1959: Musterknaben – für Gudrun Wichert
- 1959: Ein Leben in Gefahr (Život pro Jana Kašpara) – für Blažena Holišová
- 1960: Überall leben Menschen (Všude žijí lidé) – für Jana Štěpánková
- 1961: Alba Regia… bitte kommen (Alba Regia) – für Hédi Váradi
- 1961: Das Wunder des Malachias
- 1965: Die Handschrift von Saragossa (Rękopis znaleziony w Saragossie) – für Pola Raksa
- 1967: Wer öffnet die Tür? (Cine va deschide ușa?)